# D-Ring
Ein D-Ring ist ein aus Metall oder Kunststoff gefertigter, dem Buchstaben D nachempfundener geschlossener Halbkreis. Er dient im Regelfall der schnellen und unkomplizierten Verbindung unterschiedlicher Gegenstände, in Ausnahmefällen wird er auch als dekoratives Element an Kleidungsstücken und Ähnlichem verwendet.
Neben der direkten Verbindung mit beispielsweise Seilen und Ketten kommen D-Ringe regelmäßig in Verbindung mit Anschlagmitteln wie Karabinerhaken, Schäkeln und Panikhaken zur Anwendung.
Im Tauchsport sind D-Ringe regelmäßig in unterschiedlicher Anzahl an Jackets zu finden und dienen zur sicheren Befestigung diverser Ausrüstungsgegenstände.
Im Bekleidungssektor werden D-Ringe z. B. auch als doppelte Ausführung an Gürteln angewendet. Dasselbe Verschlussprinzip kommt auch beim Kinnriemen von Motorradhelmen zum Einsatz („Doppel-D-Ring“).
Alternativ zum D-Ring können auch rechteckige oder kreisförmige Ringe verwendet werden. 
Kreisförmige Ringe haben den Vorteil, dass ein Ring nicht durch den anderen rutschen kann, was bei Rechteck und Halbkreis der Fall ist und bei ungleichmäßiger Belastung zum plötzlichen Öffnen der Klemmung führen kann.  

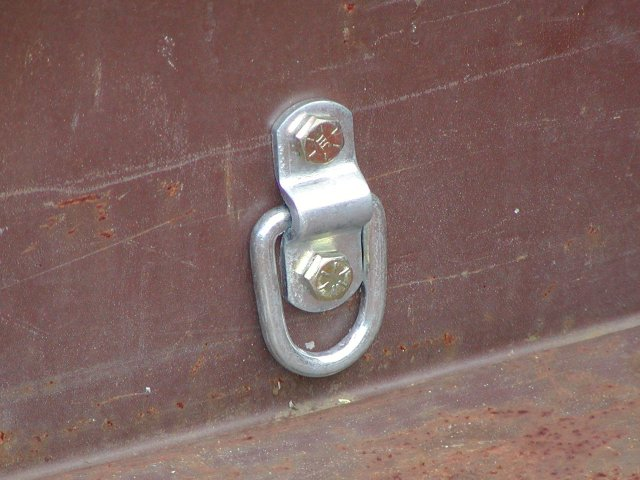
Ein mit einem Beschlag befestigter D-Ring an einem Fahrzeug
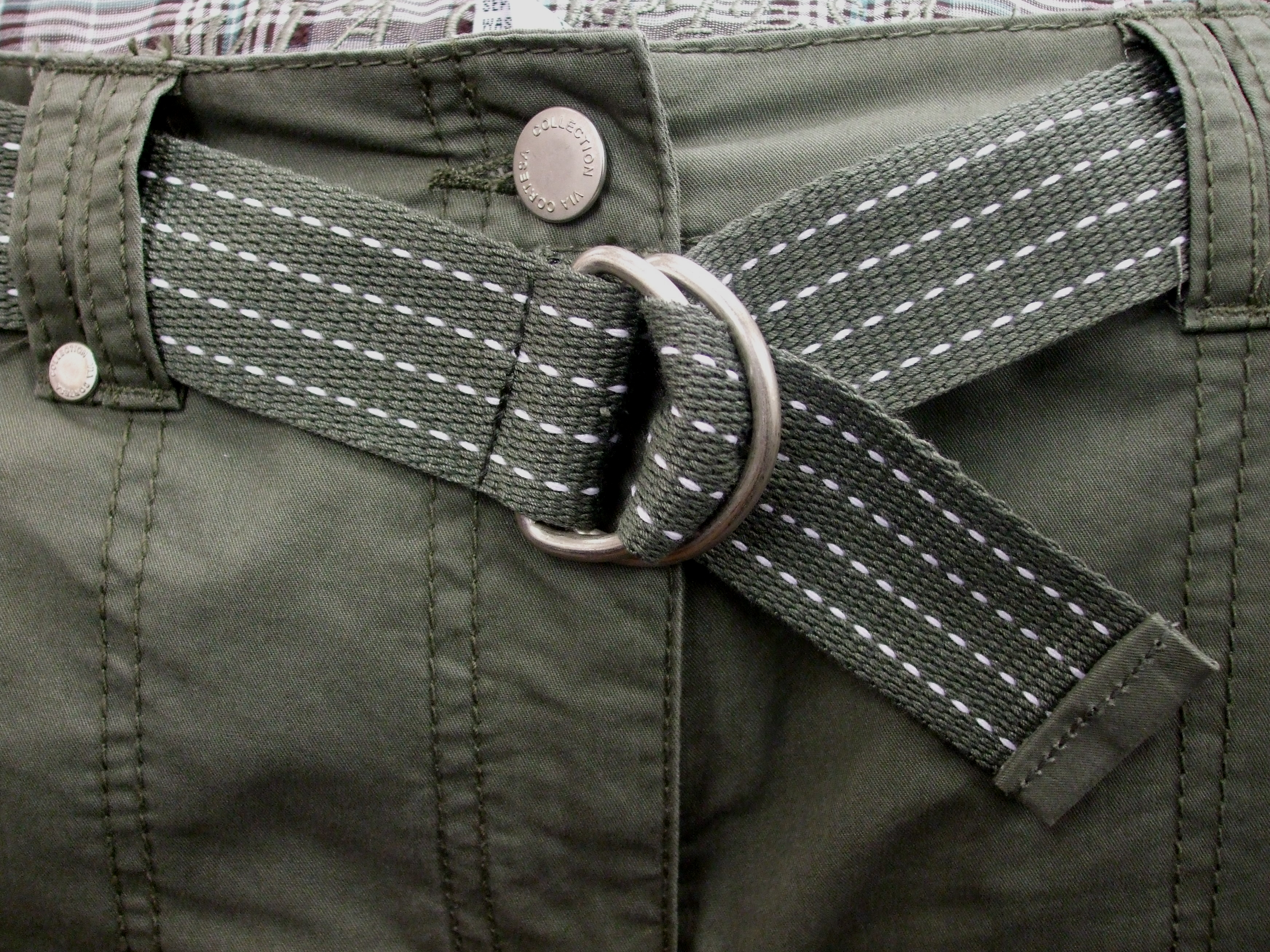
Doppelte D-Ringe im Gürtel

## D-Ringe in den Bereichen BDSM und Bondage
Im Bereich des BDSM sind D-Ringe häufig Bestandteile von Halsbändern. Hierbei dient ihre Verwendung häufig, im Gegensatz zur Verwendung von O-Ringen, gerade nicht der Anzeige eines bestehenden festen sadomasochistischen Verhältnisses zwischen Top und Bottom, sie erlauben beispielsweise die Befestigung einer Leine an einem Halsband.
D-Ringe stehen in diesem Zusammenhang stattdessen oft für eine rein funktionale Befestigungsmöglichkeit ohne symbolische Metaebene (sogenannte „reine Arbeitshalsbänder“).
Piercingringe für zum Beispiel Bauchnabelpiercings weisen teilweise ebenfalls die typische Form auf und basieren häufig auf Barbells.

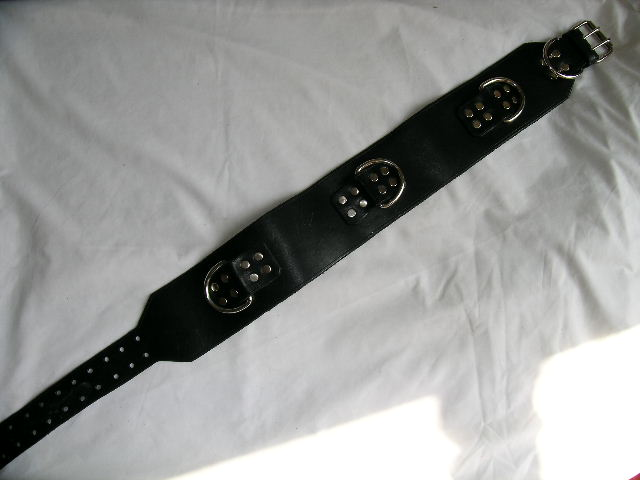
Typischer Bondage-Gürtel mit D-Ringen
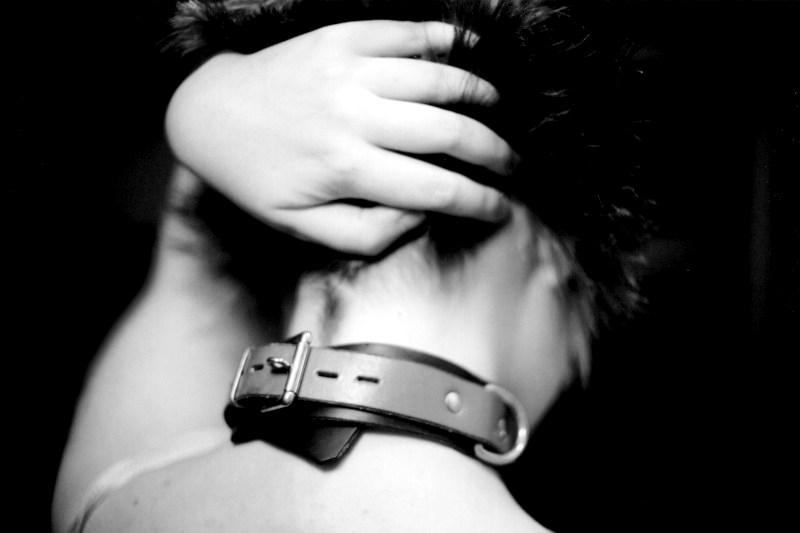
Typisches BDSM-Halsband mit D-Ring